# Clasificación por edades (televisión peruana)
La clasificación por edades para la televisión peruana, según el gobierno peruano, se basa en una versión simplificada, únicamente con tres categorías (APT, 14+ y 18+). Con el paso del tiempo, varias cadenas de TV como América Televisión y cines como Cineplanet decidieron mejorar el sistema con nuevas categorías.

## Historia
En los años 1980 surgieron críticas por la emisión de programas para adultos en horario estelar de las nueve de la noche. Debido a la ausencia de una calificación, solo se suspendieron espacios como el cine pícaro mexicano para emitirlos en la media noche.
Posteriormente se adoptó este sistema, que fue simplificado por el gobierno peruano. En el año 2002, la mayoría de los canales VHF (a excepción del 11 y 13, aunque este último usaría el sistema desde 2006 hasta 2018) lo usaron. En 2004 se implementa obligatoriamente dentro de las franjas establecidas en la Ley de Radio y Televisión.
América Televisión lo dejó de usar en 2005, así como Panamericana Televisión y TV Perú en 2009
Más tarde, iniciando el año 2006 América Televisión creó su propio sistema de clasificación, que es el mismo pero con la clasificación de Guía paterna (ver acompañados de un adulto) y Público en general (apto para todos) añadida. En 2010, Panamericana Televisión hizo lo mismo que hizo América Televisión y Latina hizo lo mismo más tarde en 2014, allí mismo creó su propio sistema a base del original. TV Perú hizo lo mismo más adelante en 2015.
Después, Latina volvió al sistema simplificado por razones desconocidas, eliminando la categoría INFO.

## Usos del sistema en la televisión
A inicios de los años 2000 el formato adoptado fue de ATV, basada en una simplificación de tres grupos de edades y que recibió el respaldo de la Asociación Nacional de Anunciantes. Se implementó a finales de 2002 bajo el nombre oficial Opción TV.
Actualmente, los únicos canales que todavía usan son los del Grupo ATV: ATV (antes TV El Sol y Canal 9) desde 2002, pero desde 2017 estilizado a su paquete gráfico, La Tele (antes Uranio 15 y Uranio TV) desde 2009 y Global Televisión (antes Panamericana de Teleeducación, Stereo 33 Televisión, Canal 13, Red Global Televisión, Red de Noticias, Red TV, NexTV y América Next) entre 2006-2018 y nuevamente en 2020 debido al fracaso de América Next.

#### Estándar (Grupo ATV)
Propuesta por Jacques Aragones, es considerada como una clasificación precursora. Las clasificaciones son las siguientes:
- Apto para todos: Programas aptos para toda la familia.
- 14+: Programas solo a partir de 14 años.
- 18+: Programas solo para adultos.

#### América Televisión
América Televisión (antes Radio América TV Canal 4, Canal 4 y C4 Televisión) clasificaba sus programas con el sistema simplificado por el Gobierno peruano desde 2002 hasta 2005. A partir del 2006, el canal usa un nuevo sistema de clasificación propio que es el mismo pero añadiendo la clasificación de Guía paterna, que significa que es apto para todo público pero acompañado de adultos:
- PG: Público en general, este programa puede ser visto por toda la familia.
- GP: Guía paterna, recomendamos ver este programa en compañía de un adulto.
- 14+: Mayores de 14 años, programa apto para mayores de 14 años en compañía adulta.
- 18+: Mayores de 18 años, este programa es solo para adultos.

#### Latina Televisión
Latina Televisión (antes Victoria Televisión, Tele 2, Frecuencia 2 y Frecuencia Latina Televisión) clasificaba sus programas con el sistema simplificado por el Gobierno peruano desde 2002 hasta 2014. A partir del 2014, el canal usa un nuevo sistema de clasificación propio:
- APT - Apto para todo público[nota 1]
- 14+ - Apto para mayores de 14 años[nota 2]
- INFO - Aplica para noticiarios y programas de periodismo. Apto para mayores de 14 años con supervisión adulta[nota 3]
- +18 - Apto para mayores de 18 años.[nota 4]

El nuevo sistema era casi idéntico al original, con la única diferencia de que incluía la clasificación INFO, aunque años más tarde, Latina volvió al sistema simplificado reemplazando la categoría INFO por +14.

#### Panamericana Televisión
Panamericana Televisión (antes Radio Panamericana de Televisión Canal 13 y Radio Panamericana de Televisión Canal 5) clasificaba sus programas con el sistema simplificado por el Gobierno peruano desde 2002 hasta 2015. A partir del 2016, el canal usa un nuevo sistema de clasificación propio:
- 14+: Este programa es para personas de 14 años a más, los niños bajo supervisión adulta
- 18+: Este programa es solamente para adultos

#### IRTP(TV PerúyCanal IPe)
TV Perú (antes Canal 6, Universidad Inca Garcilaso de la Vega OAD-TV Canal 7, Televisión del Estado, ENRAD Perú Canal 7, Radio Televisión Peruana y Televisión Nacional del Perú) clasificaba sus programas con el sistema simplificado por el Gobierno peruano desde 2002 hasta 2009, ya que la programación era más variada y el canal aún emitía publicidad. En el 2009, debido a un cambio de administración, la programación se volvió más cultural y el canal dejó la transmisión de publicidad, por lo el sistema de clasificación estatal cayo en desuso. A partir del 2015, con el cambio a la programación generalista junto con el regreso a la publicidad, el canal usa un nuevo sistema de clasificación propio:
- Niños: Este programa es exclusivo para los niños.</ref>
- APT: Para todo público, este programa es apto para todo público, y puede ser visto por todos.
- GP: Guía Paterna, este programa requiere del acompañamiento de un adulto.
- 14+: Catorce años a más, puede ser visto desde los 14 años, no se admiten menores.
- 18+: Dieciocho años a más, puede ser visto solo por adultos, no se admiten menores.

## Usos del sistema en los cines
Se usa el sistema simplificado en algunos cines como Cinemark, pero Cineplanet y Cinepolis usan su propio sistema, mientras que Cinemark simplemente cambio el nombre de las clasificaciones simplificadas:

### Sistema simplificado de Cinemark
Cinemark usa la clasificación por edades original y simplificada, la única diferencia es que este cambia los nombres pero el significado es el mismo. Las clasificaciones son:
- APT (Apto para todos) [6]
- APT (PG) (Apto para todo público, desusado)
- M14 (Mayores de 14 años) (originalmente 14+)[6]
- +18 (Mayores de 18 años)

### Sistema de Cineplanet
Cineplanet usa la clasificación por edades original y simplificada, pero debido a que hay algunas películas que exceden de la clasificación 14+, este agrega la clasificación +14 c/ DNI que significa ¨mayores de 14 años con DNI obligado, prohibido menores¨. Las clasificaciones utilizadas por Cineplanet son:
- APT (Apto para todos)
- +14 (Apto para mayores de 14 años, aunque menores pueden ir siempre y cuando sea con supervisión adulta)
- +14 c/ DNI (Se admiten mayores de 14 años con obligación de tener el Documento Nacional de Identidad, no se admiten menores)
- +18 (Solo se admiten mayores de 18 años)

### Sistema de Cinepolis
Cinepolis tiene una clasificación por edades propia, debido a que este agrega la clasificación B que significa ¨mayores de 12 años¨, además de cambiar los símbolos siendo similar al sistema mexicano de clasificación por edades. Las clasificaciones usadas por Cinepolis son:
- A (Apto para todos)[7]
- B (mayores de 12 años)[8][9]
- B14 (mayores de 14 años)[10][11]
- C (mayores de 18 años)[12]